# Lalala (Y2K & bbno$)
Lalala is een nummer van de Amerikaanse producer Y2K en de Canadese rapper bbno$ uit 2019.
"Lalala" ging viraal op de app TikTok, vanwege de zin: "Did I really just forget that melody?". Het nummer bestormde in veel landen de hitlijsten. Hoewel het slechts een bescheiden 55e positie in de Amerikaanse Billboard Hot 100, bemachtigde het in Canada de 10e positie. In Nederland moest het nummer het echter weer met een eerste positie in de Tipparade stellen, terwijl in de Vlaamse Ultratop 50 de 14e positie werd gehaald.